# Assoziierungspolitik
Unter Assoziierungspolitik versteht man das Instrument der Außenpolitik, mit einigen Staaten oder Staatengruppen engere Beziehungen einzugehen. Das Völkerrecht kennt bislang keinen allgemein festgelegten Inhalt der Assoziierung. Mit dem Begriff der Assoziierung wird daher generell nur die Sonderstellung von Staaten, Gebieten oder Internationalen Organisationen bezeichnet, die (besonders) enge Beziehungen zu einer anderen Internationalen Organisation angehören. 

## Wesen
Man unterscheidet Assoziierung zur Vorbereitung der Mitgliedschaft und Assoziierung als Mittel der Entwicklungspolitik. Assoziierungsabkommen gehen über Handels- und Kooperationsabkommen hinaus, sie liegen unterhalb eines Beitritts.
Die EU hat mit Gründung der EWG zum 1. Januar 1958 die außereuropäischen Länder und Hoheitsgebiete, die mit Dänemark, Frankreich, den Niederlanden und dem Vereinigten Königreich besondere Beziehungen unterhalten, assoziiert (vgl. Art. 198 Abs. 1 AEUV). Anhang II zu den Verträgen (d. h. EU- und AEU-Vertrag) listet die sechsundzwanzig „Überseeischen Länder und Hoheitsgebiete“ (sog. ÜLG, auf welche der vierte Teil des Vertrags Anwendung findet [Art. 198-204 AEUV]) auf, sog. konstitutionelle Assoziierung. Dies betrifft ein Gebiet „von Grönland bis Neukaledonien“ mit einer knappen Million Einwohner. Ihr Anwendungsbereich ist allerdings nach der Unabhängigkeit der meisten Kolonien um 1960 stark geschrumpft. Daher wurden ab Mitte der 1960er Jahre Entwicklungspartnerschaften der EU mit den AKP-Staaten geschlossen. Auf diese Weise wurde ein eigenständiges, die Unabhängigkeit der Staaten respektierendes, zugleich aber auch deren Entwicklungsnotwendigkeit betonendens Regime geschlossen. Zuletzt wurde die Liste des Anhangs II AEUV mit Wirkung vom 1. Januar 2012 ergänzt, da die Insel Saint-Barthélemy nicht mehr zu den Gebieten in äußerster Randlage der EU gehört, sondern neu zu den ÜLG zählt.
Ferner kennt Art. 217 AEUV (ex Art. 310 EG) die Möglichkeit, Assoziierungsabkommen mit einem oder mehreren Drittstaaten oder einer oder mehreren Internationalen Organisationen zu schließen, die eine Assoziierung mit gegenseitigen Rechten und Pflichten, gemeinsamen Vorgehen und besonderen Verfahren herstellen. (sog. Vertragsassoziierung). 
Nach dem politischen Zweck werden verschiedene Assoziierungsformen unterschieden:
- Beitrittsassoziierung (Vorbereitung eines späteren Beitritts)
- Freihandelsassoziierung (Herstellung besonders enger Wirtschaftsbeziehungen)
- Entwicklungsassoziierung (Entwicklungsförderung)

Der Begriff der Assoziierung wird in den neueren, auf Art. 217 AEUV gestützten Abkommen ganz bewusst vermieden, um bei dem Drittstaat den Eindruck der Vorstellung eines Minderstaats oder einer Abhängigkeit nicht aufkommen zu lassen.

## Ziele
- Herstellung privilegierter Wirtschaftsbeziehungen zur Steigerung der Wettbewerbsfähigkeit im Welthandel, zum Beispiel über Zollpräferenzen zur Förderung der wirtschaftlich/sozialen Entwicklung
- Förderung demokratischer und rechtsstaatlicher Strukturen
- Vorbereitung einer Mitgliedschaft

## Beispiele
- Assoziierung der ehemaligen europäischen Kolonien mit der EWG
- Assoziierung der EFTA-Staaten zum Europäischen Wirtschaftsraum (EWR): Übernahme des EU-Binnenmarktes ohne gemeinsamen Agrarmarkt
- „Europaabkommen“ mit künftigen Mitgliedern. Staaten in Mittel- und Osteuropa wurden über die Agenda 2000 gemäß den Kopenhagen-Kriterien an die EU herangeführt
- Assoziierungsabkommen mit der Türkei (1963), Zollunion seit 1996
- Assoziierung im Sinne der Erweiterung des Freihandels mit Mittelmeerstaaten geplant